# Ясловске Бохунице
Ясловске Бохунице (на словашки: Jaslovské Bohunice) е село в окръг Търнава, Търнавски край, западна Словакия. Населението му е 2433 души.
Разположено е на 162 m надморска височина, на 13 km североизточно от град Търнава. Площта му е 20,08 km². Кмет на селото е Божена Крайчовичова.